# Vassenden
Vassenden ist ein Dorf in der Kommune Sunnfjord in der Provinz Vestland, Norwegen. Dort leben 333 Einwohner (Stand: 1. Januar 2024).
Der Ort liegt an der Europastraße 39 am Westende des Sees Jølstravatnet, wo der Fluss Jølstra beginnt.
Im Ort gibt es eine im Jahr 2002 erbaute Pfarrkirche, eine Schule, einen Supermarkt und ein Museum.
Eine touristische Attraktion ist das Raftingcenter auf dem Jølstra. Die typische Tour beginnt in Vassenden und führt etwa eine Meile flussabwärts.
Das regionale Skigebiet in Sunnfjord, das Jølster Skisenter, befindet sich in Vassenden, ebenso wie der einzige Golfplatz in Sogn og Fjordane.